# Церковь Рождества Пресвятой Богородицы (Егоровка)
Церковь Рождества Пресвятой Богородицы — храм Кишинёвской и всея Молдавии епархии Русской православной старообрядческой церкви в селе Егоровка Фалештского района Молдавии.

## История
Село Егоровка было основано в 1919 году русскими старообрядцами из села Покровка, а также из сёл Старое Грубно, Новая Грубна и города Бендеры. В 1920 году был освящён новопостроенный деревянный храм в честь Рождества Пресвятой Богородицы. В 1921 году для храма был рукоположен во иереи диакон Сергий Прокопов из села Новая Грубна, который прослужил настоятелем вплоть до своей смерти в 1972 году. В 1976 году священником стал о. Лазарь Семёнов, прослуживший 10 лет.
К концу 1990-х годов старая церковь сильно обветшала, поэтому было решено начать строительство нового храма. Новая каменная церковь Рождества Пресвятой Богородицы была освящена 24 октября 2013 года митрополитом Московским и всея Руси Корнилием и епископом Кишинёвским и всея Молдавии Евмением. Своего священника приход тогда не имел и окормлялся о. Василием Богдановым из города Бельцы. Храм вмещает около 200 человек. Алтарные и запрестольные иконы написаны чтецом Александром Бейко, но есть и работы о. Андрея Вознюка. По состоянию на 2018 год настоятелем являлся иерей Никола Паничев.